# Давід Марреро
Давід Марреро (ісп. David Marrero; нар. 8 квітня 1980) — колишній іспанський тенісист.
Найвищу одиночну позицію світового рейтингу — 143 місце досяг 8 лютого 2010, парну — 5 місце — 11 листопада 2013 року.
Здобув 14 парних титулів.
Найвищим досягненням на турнірах Великого шолома були чвертьфінали в парному та змішаному парному розрядах.

## Важливі фінали

### Чемпіонати закінчення сезону finals

#### Парний розряд: 1 (1 перемога)
| Результат | Рік  | Турнір | Покриття   | Партнер           | Суперники            | Рахунок               |
| --------- | ---- | ------ | ---------- | ----------------- | -------------------- | --------------------- |
| Перемога  | 2013 | Лондон | Тверде (i) | Фернандо Вердаско | Боб Браян Майк Браян | 7–5, 6–7(3–7), [10–7] |

### Фінали Мастерс 1000

#### Парний розряд: 2 (1–1)
| Результат | Рік  | Турнір | Покриття | Партнер           | Суперники                            | Рахунок                    |
| --------- | ---- | ------ | -------- | ----------------- | ------------------------------------ | -------------------------- |
| Поразка   | 2013 | Шанхай | Тверде   | Фернандо Вердаско | Іван Додіг Марсело Мело              | 6–7(2–7), 7–6(8–6), [2–10] |
| Перемога  | 2015 | Рим    | Ґрунт    | Пабло Куевас      | Марсель Гранольєрс Марк Лопес Таррес | 6–4, 7–5                   |

## Фінали турнірів ATP за кар'єру

### Парний розряд: 30 (14–16)
| Легенда                                     |
| ------------------------------------------- |
| Турніри Великого шолома (0–0)               |
| Фінали Світового туру ATP (1–0)             |
| Серія Мастерс 1000 Світового Туру ATP (1–1) |
| Серія 500 Світового туру ATP (4–3)          |
| Серія 250 Світового туру ATP (8–12)         |

| Титули за покриттям |
| ------------------- |
| Тверде (2–3)        |
| Ґрунт (12–12)       |
| Трава (0–1)         |

| Титули за типом корту |
| --------------------- |
| Відкритий (12–14)     |
| Закритий (2–2)        |

| Результат | В-П   | Дата     | Турнір                                          | Рівень       | Покриття   | Партнер              | Суперники                                      | Рахунок                    |
| --------- | ----- | -------- | ----------------------------------------------- | ------------ | ---------- | -------------------- | ---------------------------------------------- | -------------------------- |
| Перемога  | 1–0   | Тра 2010 | Estoril Open, Португалія                        | Серія 250    | Ґрунт      | Марк Лопес Таррес    | Пабло Куевас Марсель Гранольєрс                | 6–7(1–7), 6–4, [10–4]      |
| Перемога  | 2–0   | Лип 2010 | Відкритий чемпіонат Німеччини, Німеччина        | Серія 500    | Ґрунт      | Марк Лопес Таррес    | Жеремі Шарді Поль-Анрі Матьє                   | 6–3, 2–6, [10–8]           |
| Поразка   | 2–1   | Тра 2011 | Estoril Open, Португалія                        | Серія 250    | Ґрунт      | Марк Лопес Таррес    | Ерік Буторак Жан-Жульєн Роєр                   | 3–6, 4–6                   |
| Поразка   | 2–2   | Тра 2011 | Open de Nice Côte d'Azur, Франція               | Серія 250    | Ґрунт      | Сантьяго Гонсалес    | Ерік Буторак Жан-Жульєн Роєр                   | 3–6, 4–6                   |
| Поразка   | 2–3   | Вер 2011 | Romanian Open, Румунія                          | Серія 250    | Ґрунт      | Юліан Ноул           | Даніеле Браччалі Потіто Стараче                | 6–3, 4–6, [8–10]           |
| Поразка   | 2–4   | Жов 2011 | Кубок Кремля, Росія                             | Серія 250    | Тверде (i) | Карлос Берлок        | Франтішек Чермак Філіп Полашек                 | 3–6, 1–6                   |
| Перемога  | 3–4   | Лют 2012 | Argentina Open, Аргентина                       | Серія 250    | Ґрунт      | Фернандо Вердаско    | Міхал Мертиняк Андре Са                        | 4–6, 4–6                   |
| Перемога  | 4–4   | Лют 2012 | Abierto Mexicano TELCEL, Мексика                | Серія 500    | Ґрунт      | Фернандо Вердаско    | Марсель Гранольєрс Марк Лопес Таррес           | 6–3, 6–4                   |
| Поразка   | 4–5   | Тра 2012 | Estoril Open, Португалія                        | Серія 250    | Ґрунт      | Юліан Ноул           | Айсам-уль-Хак Куреші Жан-Жульєн Роєр           | 5–7, 5–7                   |
| Перемога  | 5–5   | Лип 2012 | Відкритий чемпіонат Хорватії з тенісу, Хорватія | Серія 250    | Ґрунт      | Фернандо Вердаско    | Марсель Гранольєрс Марк Лопес Таррес           | 6–3, 7–6(7–4)              |
| Перемога  | 6–5   | Лип 2012 | Відкритий чемпіонат Німеччини, Німеччина (2)    | Серія 500    | Ґрунт      | Фернандо Вердаско    | Рожеріу Дутра Сілва Даніель Муньйос де ла Нава | 6–4, 6–3                   |
| Поразка   | 6–6   | Жов 2012 | Valencia Open, Іспанія                          | Серія 500    | Тверде (i) | Фернандо Вердаско    | Александер Пея Бруно Соарес                    | 3–6, 2–6                   |
| Перемога  | 7–6   | Бер 2013 | Mexican Open, Мексика (2)                       | Серія 500    | Ґрунт      | Лукаш Кубот          | Сімоне Болеллі Фабіо Фоніні                    | 7–5, 6–2                   |
| Перемога  | 8–6   | Лип 2013 | Croatia Open, Хорватія (2)                      | Серія 250    | Ґрунт      | Мартін Кліжан        | Ніколас Монро Зімон Штадлер                    | 6–1, 5–7, [10–7]           |
| Перемога  | 9–6   | Вер 2013 | St. Petersburg Open, Росія                      | Серія 250    | Тверде (i) | Фернандо Вердаско    | Домінік Інглот Денис Істомін                   | 7–6(8–6), 6–3              |
| Поразка   | 9–7   | Жов 2013 | Мастерс Шанхай, КНР                             | Мастерс 1000 | Тверде     | Фернандо Вердаско    | Іван Додіг Марсело Мело                        | 6–7(2–7), 7–6(8–6), [2–10] |
| Перемога  | 10–7  | Лис 2013 | Фінал ATP, Велика Британія                      | Tour Фінали  | Тверде (i) | Фернандо Вердаско    | Боб Браян Майк Браян                           | 7–5, 6–7(3–7), [10–7]      |
| Поразка   | 10–8  | Лют 2014 | Rio Open, Бразилія                              | Серія 500    | Ґрунт      | Марсело Мело         | Хуан Себастьян Кабаль Роберт Фара              | 4–6, 2–6                   |
| Поразка   | 10–9  | Кві 2014 | U.S. Men's Clay Court Championships, США        | Серія 250    | Ґрунт      | Фернандо Вердаско    | Боб Браян Майк Браян                           | 6–4, 4–6, [9–11]           |
| Поразка   | 10–10 | Тра 2014 | Португалія Open, Португалія                     | Серія 250    | Ґрунт      | Пабло Куевас         | Сантьяго Гонсалес Скотт Ліпскі                 | 3–6, 6–3, [8–10]           |
| Поразка   | 10–11 | Тра 2015 | Estoril Open, Португалія                        | Серія 250    | Ґрунт      | Марк Лопес Таррес    | Трет Г'юї Скотт Ліпскі                         | 1–6, 4–6                   |
| Перемога  | 11–11 | Тра 2015 | Мастерс Рим, Італія                             | Мастерс 1000 | Ґрунт      | Пабло Куевас         | Марсель Гранольєрс Марк Лопес Таррес           | 6–4, 7–5                   |
| Поразка   | 11–12 | Чер 2015 | Nottingham Open, Велика Британія                | Серія 250    | Трава      | Пабло Куевас         | Кріс Гуччоне Андре Са                          | 2–6, 5–7                   |
| Поразка   | 11–13 | Лют 2016 | Rio Open, Бразилія                              | Серія 500    | Ґрунт      | Пабло Карреньо Буста | Хуан Себастьян Кабаль Роберт Фара              | 6–7(5–7), 1–6              |
| Поразка   | 11–14 | Лют 2016 | Brasil Open, Бразилія                           | Серія 250    | Ґрунт      | Пабло Карреньо Буста | Хуліо Перальта Орасіо Себальйос                | 6–4, 1–6, [5–10]           |
| Перемога  | 12–14 | Лип 2016 | Swedish Open, Швеція                            | Серія 250    | Ґрунт      | Марсель Гранольєрс   | Маркус Даніелл Марсело Демолінер               | 6–2, 6–3                   |
| Перемога  | 13–14 | Лип 2016 | Croatia Open, Хорватія (3)                      | Серія 250    | Ґрунт      | Мартін Кліжан        | Нікола Мектич Антоніо Шанчич                   | 6–4, 6–2                   |
| Поразка   | 13–15 | Лют 2017 | Argentina Open, Аргентина                       | Серія 250    | Ґрунт      | Сантьяго Гонсалес    | Хуан Себастьян Кабаль Роберт Фара              | 1–6, 4–6                   |
| Поразка   | 13–16 | Тра 2017 | Estoril Open, Португалія                        | Серія 250    | Ґрунт      | Томмі Робредо        | Раян Гаррісон Майкл Вінус                      | 5–7, 2–6                   |
| Перемога  | 14–16 | Лют 2018 | Rio Open, Бразилія                              | Серія 500    | Ґрунт      | Фернандо Вердаско    | Нікола Мектич Александер Пея                   | 5–7, 7–5, [10–8]           |

## Фінали челленджерів і ф'ючерсів

### Одиночний розряд: 16 (8–8)
| Легенда (одиночний розряд) |
| -------------------------- |
| Тур ATP Челленджер (1–2)   |
| Тур ITF Ф'ючерс (7–6)      |

| Титули за покриттям |
| ------------------- |
| Тверде (1–2)        |
| Ґрунт (7–6)         |
| Трава (0–0)         |
| Килим (0–0)         |

| Результат | В-П | Дата     | Турнір                 | Рівень     | Покриття   | Суперник                 | Рахунок            |
| --------- | --- | -------- | ---------------------- | ---------- | ---------- | ------------------------ | ------------------ |
| Поразка   | 0–1 | Лис 2002 | Франція F22, Родез     | Ф'ючерс    | Тверде (i) | Жером Анке               | 3–6, 4–6           |
| Перемога  | 1–1 | Кві 2003 | Чилі F3, Сантьяго      | Ф'ючерс    | Ґрунт      | Пауль Капдевіль          | 3–6, 6–3, 6–4      |
| Поразка   | 1–2 | Сер 2004 | Іспанія F20, Сантандер | Ф'ючерс    | Ґрунт      | Маріано Альберт-Феррандо | 3–6, 6–3, 6–7(7–9) |
| Перемога  | 2–2 | Тра 2005 | Іспанія F5, Льєйда     | Ф'ючерс    | Ґрунт      | Хав'єр Хенаро Мартінес   | 7–6(7–5), 7–6(8–6) |
| Перемога  | 3–2 | Тра 2005 | Іспанія F14, Аліканте  | Ф'ючерс    | Ґрунт      | Бартоломе Сальва Відаль  | 6–1, 4–6, 6–3      |
| Поразка   | 3–3 | Вер 2005 | Іспанія F25, Мадрид    | Ф'ючерс    | Тверде     | Міхел Конінґ             | 6–4, 3–6, 2–6      |
| Перемога  | 4–3 | Жов 2005 | Іспанія F27, Ель-Ехідо | Ф'ючерс    | Тверде     | Єссе Гута Ґалунґ         | 6–3, 6–4           |
| Поразка   | 4–4 | Лют 2006 | Іспанія F5, Мурсія     | Ф'ючерс    | Ґрунт      | Пабло Сантос Гонсалес    | 3–6, 0–3 ret.      |
| Поразка   | 4–5 | Жов 2006 | Іспанія F32, Ель-Ехідо | Ф'ючерс    | Ґрунт      | Томислав Перич           | 3–6, 4–6           |
| Перемога  | 5–5 | Лют 2007 | Іспанія F4, Мурсія     | Ф'ючерс    | Ґрунт      | Габрієль Трухільйо Солер | 6–2, 5–7, 6–2      |
| Поразка   | 5–6 | Бер 2007 | Іспанія F9, Сабадель   | Ф'ючерс    | Ґрунт      | Бартоломе Сальва Відаль  | 2–6, 2–6           |
| Перемога  | 6–6 | Кві 2007 | Іспанія F12, Сарагоса  | Ф'ючерс    | Ґрунт (i)  | Габрієль Трухільйо Солер | 3–6, 6–4, 6–3      |
| Перемога  | 7–6 | Лип 2007 | Франція F9, Тулон      | Ф'ючерс    | Ґрунт      | Олександр Сидоренко      | 6–4, 6–2           |
| Поразка   | 7–7 | Січ 2008 | Ла-Серена, Чилі        | Челленджер | Ґрунт      | Рубен Рамірес Ідальго    | 3–6, 1–6           |
| Поразка   | 7–8 | Бер 2009 | Мекнес, Марокко        | Челленджер | Ґрунт      | Руї Мачадо               | 2–6, 7–6(8–6), 3–6 |
| Перемога  | 8–8 | Кві 2009 | Монца, Італія          | Челленджер | Ґрунт      | Антоніо Веїч             | 5–7, 6–4, 6–4      |

### Парний розряд: 60 (33–27)
| Легенда (парний розряд)   |
| ------------------------- |
| Тур ATP Челленджер (16–6) |
| Тур ITF Ф'ючерс (17–21)   |

| Титули за покриттям |
| ------------------- |
| Тверде (4–1)        |
| Ґрунт (29–26)       |
| Трава (0–0)         |
| Килим (0–0)         |

| Результат | В-П   | Дата     | Турнір                                   | Рівень     | Покриття  | Партнер                     | Суперники                                             | Рахунок                 |
| --------- | ----- | -------- | ---------------------------------------- | ---------- | --------- | --------------------------- | ----------------------------------------------------- | ----------------------- |
| Поразка   | 0–1   | Лип 2000 | Франція F15, Екс-ле-Бен                  | Ф'ючерс    | Ґрунт     | Серхі Дуран                 | Люк Буржуа Доменік Марафіоте                          | 4–5(5–7), 2–4, 2–4      |
| Поразка   | 0–2   | Сер 2001 | Іспанія F5, Шатіва                       | Ф'ючерс    | Ґрунт     | Францеск Льєаль Гаррес      | Карлос Рексач Ітойс Габрієль Трухільйо Солер          | 4–6, 6–7(3–7)           |
| Поразка   | 0–3   | Гру 2001 | Іспанія F16, Лас-Пальмас-де-Гран-Канарія | Ф'ючерс    | Ґрунт     | Карлос Рексач Ітойс         | Като Дзюн Ян Вайнцірль                                | 6–4, 2–6, 1–6           |
| Поразка   | 0–4   | Чер 2002 | Іспанія F2, Канарські острови            | Ф'ючерс    | Ґрунт     | Марк Форнель Местрес        | Хесус Монтека Хурадо Фернандо Вердаско                | 6–7(4–7), 2–6           |
| Поразка   | 0–5   | Вер 2002 | Польща F8, Варшава                       | Ф'ючерс    | Ґрунт     | Карлос Рексач Ітойс         | Марцин Ґольомб Каміль Левандович                      | w/o                     |
| Поразка   | 0–6   | Гру 2002 | Іспанія F20, Гран-Канарія                | Ф'ючерс    | Ґрунт     | Габрієль Родрігес Руано     | Іван Наварро Сантьяго Вентура Бертомеу                | 3–6, 2–1 ret.           |
| Поразка   | 0–7   | Кві 2003 | Чилі F3, Сантьяго                        | Ф'ючерс    | Ґрунт     | Пауль Капдевіль             | Франсіско Кабельйо Адріан Гарсія                      | 3–6, 1–6                |
| Поразка   | 0–8   | Лют 2004 | Іспанія F1, Мурсія                       | Ф'ючерс    | Ґрунт     | Херман Пуентес              | Йонуц Молдован Габр'єл Морару                         | 4–6, 3–6                |
| Перемога  | 1–8   | Кві 2004 | Італія F3, Кремона                       | Ф'ючерс    | Ґрунт     | Хосе Антоніо Санчес де Луна | Фабіо Коланджело Алессандро Мотті                     | 6–4, 7–5                |
| Поразка   | 1–9   | Сер 2004 | Іспанія F18, Віго                        | Ф'ючерс    | Ґрунт     | Карлос Рексач Ітойс         | Руї Мачадо Мартін Віларрубі                           | 6–2, 3–6, 3–6           |
| Поразка   | 1–10  | Сер 2004 | Іспанія F20, Сантандер                   | Ф'ючерс    | Ґрунт     | Пабло Сантос Гонсалес       | Марсель Гранольєрс Валентен Санон                     | w/o                     |
| Поразка   | 1–11  | Вер 2004 | Іспанія F21, Ов'єдо                      | Ф'ючерс    | Ґрунт     | Ектор Руїс-Каденас          | Антоніо Бальдельйоу-Естева Херман Пуентес             | 4–6, 0–6                |
| Поразка   | 1–12  | Жов 2004 | Іспанія F28, Барселона                   | Ф'ючерс    | Ґрунт     | Горка Фрайле                | Марк Форнель Местрес Маріо Муньйос-Бехарано           | 4–6, 6–4, 4–6           |
| Перемога  | 2–12  | Жов 2004 | Іспанія F29, Вілафранка-дель-Пенедес     | Ф'ючерс    | Ґрунт     | Горка Фрайле                | Антоніо Бальдельйоу-Естева Херман Пуентес             | 6–4, 7–6(7–1)           |
| Перемога  | 3–12  | Тра 2005 | Іспанія F8, Балагер (Іспанія)            | Ф'ючерс    | Ґрунт     | Карлос Рексач Ітойс         | Мігель Анхель Лопес Хаен Пабло Сантос Гонсалес        | 7–6(7–4), 6–3           |
| Поразка   | 3–13  | Тра 2005 | Іспанія F9, Реус                         | Ф'ючерс    | Ґрунт     | Пабло Сантос Гонсалес       | Марк Форнель Местрес Комлаві Логло                    | 7–5, 5–7, 1–6           |
| Перемога  | 4–13  | Тра 2005 | Іспанія F14, Аліканте                    | Ф'ючерс    | Ґрунт     | Пабло Сантос Гонсалес       | Пабло Андухар Като Дзюн                               | 3–6, 7–5, 6–2           |
| Поразка   | 4–14  | Тра 2005 | Іспанія F16, Гандія                      | Ф'ючерс    | Ґрунт     | Пабло Сантос Гонсалес       | Марк Форнель Местрес Хорді Марсе-Відрі                | 6–4, 3–6, 6–7(4–7)      |
| Перемога  | 5–14  | Жов 2005 | Іспанія F27, Ель-Ехідо                   | Ф'ючерс    | Тверде    | Марсель Гранольєрс          | Маркос Хіменес-Летрадо Хуан-Мігель Суч-Перес          | 6–4, 6–4                |
| Перемога  | 6–14  | Жов 2005 | Барселона, Іспанія                       | Челленджер | Ґрунт     | Габрієль Трухільйо Солер    | Барт Бекс Матве Мідделкоп                             | 6–4, 6–4                |
| Поразка   | 5–15  | Жов 2005 | Іспанія F29, Барселона                   | Ф'ючерс    | Ґрунт     | Габрієль Трухільйо Солер    | Антоніо Бальдельйоу-Естева Херман Пуентес             | 6–7(4–7), 4–6           |
| Перемога  | 7–15  | Лис 2005 | Іспанія F32, Гран-Канарія                | Ф'ючерс    | Тверде    | Марсель Гранольєрс          | Антоніо Бальдельйоу-Естева Хосе Луїс Мугуруса         | 6–1, 6–3                |
| Перемога  | 8–15  | Лют 2006 | Іспанія F4, Єкла                         | Ф'ючерс    | Тверде    | Габрієль Трухільйо Солер    | Фаррух Дустов Денис Мацюкевич                         | 6–1, 6–2                |
| Перемога  | 9–15  | Лют 2006 | Іспанія F5, Мурсія                       | Ф'ючерс    | Ґрунт     | Пабло Сантос Гонсалес       | Хав'єр Форонда Боланьйос Даніель Монедеро-Гонсалес    | 6–2, 6–4                |
| Перемога  | 10–15 | Лют 2006 | Іспанія F7, Картахена                    | Ф'ючерс    | Ґрунт     | Пабло Сантос Гонсалес       | Марк Форнель Местрес Ектор Руїс-Каденас               | 6–2, 6–4                |
| Перемога  | 11–15 | Кві 2006 | Іспанія F8, Сарагоса                     | Ф'ючерс    | Ґрунт     | Пабло Сантос Гонсалес       | Марк Форнель Местрес Хорді Марсе-Відрі                | 6–4, 6–3                |
| Поразка   | 11–16 | Тра 2006 | Telde, Іспанія                           | Челленджер | Ґрунт     | Даніель Муньйос де ла Нава  | Адам Хадай Міхаель Рідерстедт                         | 7–5, 3–6, [7–10]        |
| Перемога  | 12–16 | Тра 2006 | Іспанія F15, Балагер (Іспанія)           | Ф'ючерс    | Ґрунт     | Пабло Сантос Гонсалес       | Марк Форнель Местрес Хорді Марсе-Відрі                | 6–3, 6–4                |
| Поразка   | 12–17 | Вер 2006 | Іспанія F28, Ов'єдо                      | Ф'ючерс    | Ґрунт     | Мігель Анхель Лопес Хаен    | Марк Форнель Местрес Хуан-Мігель Суч-Перес            | 6–7(2–7), 4–6           |
| Поразка   | 12–18 | Вер 2006 | Іспанія F29, Мостолес                    | Ф'ючерс    | Тверде    | Мігель Анхель Лопес Хаен    | Комлаві Логло Карлос Рексач Ітойс                     | 6–7(5–7), 4–6           |
| Поразка   | 12–19 | Жов 2006 | Братислава, Словаччина                   | Челленджер | Ґрунт     | Пабло Сантос Гонсалес       | Флавіо Чіполла Марсель Гранольєрс                     | 6–7(2–7), 4–6           |
| Перемога  | 13–19 | Жов 2006 | Іспанія F35, Сан-Кугат-дал-Бальєс        | Ф'ючерс    | Ґрунт     | Мігель Анхель Лопес Хаен    | Дієґо Альварес Карлес Поч Градін                      | 6–4, 6–2                |
| Поразка   | 13–20 | Лис 2006 | Іспанія F36, Вілафранка-дель-Пенедес     | Ф'ючерс    | Ґрунт     | Мігель Анхель Лопес Хаен    | Дієґо Альварес Карлес Поч Градін                      | 6–7(2–7), 3–6           |
| Перемога  | 14–20 | Січ 2007 | Іспанія F2, Кальвія                      | Ф'ючерс    | Ґрунт     | Мігель Анхель Лопес Хаен    | Хосе Антоніо Санчес де Луна Сантьяго Вентура Бертомеу | 7–5, 6–7(5–7), 7–6(8–6) |
| Перемога  | 15–20 | Лют 2007 | Іспанія F5, Мурсія                       | Ф'ючерс    | Ґрунт     | Мігель Анхель Лопес Хаен    | Карлес Поч Градін Карлос Рексач Ітойс                 | 4–6, 7–5, 6–3           |
| Перемога  | 16–20 | Бер 2007 | Барлетта, Італія                         | Челленджер | Ґрунт     | Альберт Портас              | Алессандро Мотті Сімоне Ваньйоцці                     | 6–4, 6–4                |
| Перемога  | 17–20 | Кві 2007 | Іспанія F15, Реус                        | Ф'ючерс    | Ґрунт     | Пабло Сантос Гонсалес       | Хуліан Алонсо Херард Гранольєрс Пуйоль                | 6–4, 6–4                |
| Поразка   | 17–21 | Чер 2007 | Франція F8, Блуа                         | Ф'ючерс    | Ґрунт     | Даніель Муньйос де ла Нава  | Адріан Маннаріно Жосслен Уанна                        | 2–6, 1–6                |
| Перемога  | 18–21 | Лип 2007 | Франція F9, Тулон                        | Ф'ючерс    | Ґрунт     | Огюстен Гансс               | Адріано Б'яселла Марсель Фельдер                      | 2–6, 6–3, 7–6(7–5)      |
| Поразка   | 18–22 | Жов 2007 | Португалія F4, Порту                     | Ф'ючерс    | Ґрунт     | Пабло Сантос Гонсалес       | Янн Марті Крістіан Вільяґран                          | w/o                     |
| Поразка   | 18–23 | Жов 2007 | Іспанія F38, Сан-Кугат-дал-Бальєс        | Ф'ючерс    | Ґрунт     | Мігель Анхель Лопес Хаен    | Марк Форнель Местрес Хорді Марсе-Відрі                | 7–5, 0–6, [4–10]        |
| Перемога  | 19–23 | Вер 2008 | Брашов, Румунія                          | Челленджер | Ґрунт     | Даніель Муньйос де ла Нава  | Карлес Поч Градін Пабло Сантос Гонсалес               | 6–4, 6–3                |
| Перемога  | 20–23 | Вер 2008 | Севілья, Іспанія                         | Челленджер | Ґрунт     | Пабло Сантос Гонсалес       | Рожеріу Дутра Сілва Флавіо Саретта                    | 2–6, 6–2, [10–8]        |
| Перемога  | 21–23 | Вер 2008 | Щецин, Польща                            | Челленджер | Ґрунт     | Давід Олейнічак             | Лукаш Кубот Олівер Марах                              | 7–6(7–4), 6–3           |
| Перемога  | 22–23 | Бер 2009 | Кальтаніссетта, Італія                   | Челленджер | Ґрунт     | Хуан Пабло Бжезіцькі        | Даніеле Браччалі Сімоне Ваньйоцці                     | 7–6(7–5), 6–3           |
| Перемога  | 23–23 | Кві 2009 | Неаполь, Італія                          | Челленджер | Ґрунт     | Пабло Куевас                | Франк Мозер Лукаш Росол                               | 6–4, 6–3                |
| Перемога  | 24–23 | Чер 2009 | Констанца, Румунія                       | Челленджер | Ґрунт     | Адріан Гарсія               | Адр'ян Кручат Флорін Мерджа                           | 7–6(7–5), 6–2           |
| Перемога  | 25–23 | Жов 2009 | Монтевідео, Уругвай                      | Челленджер | Ґрунт     | Хуан Пабло Бжезіцькі        | Мартін Куевас Пабло Куевас                            | 6–4, 6–4                |
| Поразка   | 25–24 | Жов 2009 | Сантьяго, Чилі                           | Челленджер | Ґрунт     | Хуан Пабло Бжезіцькі        | Дієґо Крістін Едуардо Шванк                           | 4–6, 5–7                |
| Поразка   | 25–25 | Лис 2009 | Сан-Паулу, Бразилія                      | Челленджер | Ґрунт     | Дієго Хункейра              | Франко Феррейро Рікардо Мелло                         | 3–6, 3–6                |
| Поразка   | 25–26 | Лис 2009 | Медельїн, Колумбія                       | Челленджер | Ґрунт     | Дієго Хункейра              | Себастьян Декуд Едуардо Шванк                         | 0–6, 2–6                |
| Перемога  | 26–26 | Бер 2010 | Кальтаніссетта, Італія                   | Челленджер | Ґрунт     | Сантьяго Вентура Бертомеу   | Володимир Ігнатик Мартін Кліжан                       | 7–6(7–3), 6–4           |
| Перемога  | 27–26 | Бер 2010 | Барлетта, Італія                         | Челленджер | Ґрунт     | Сантьяго Вентура Бертомеу   | Ілія Бозоляц Даніеле Браччалі                         | 6–3, 6–3                |
| Перемога  | 28–26 | Кві 2010 | Сен-Бріє, Франція                        | Челленджер | Ґрунт (i) | Володимир Ігнатик           | Браян Баттістоун Райлер Дегарт                        | 4–6, 6–4, [10–5]        |
| Перемога  | 29–26 | Кві 2010 | Монца, Італія                            | Челленджер | Ґрунт     | Даніеле Браччалі            | Мартін Фішер Фредерік Нільсен                         | 6–3, 6–3                |
| Перемога  | 30–26 | Чер 2010 | Простейов, Чехія                         | Челленджер | Ґрунт     | Марсель Гранольєрс          | Юган Брунстрем Жан-Жульєн Роєр                        | 3–6, 6–4, [10–6]        |
| Поразка   | 30–27 | Чер 2011 | Простейов, Чехія                         | Челленджер | Ґрунт     | Рубен Рамірес Ідальго       | Сергій Бубка Адріан Менендес Масейрас                 | 5–7, 2–6                |
| Перемога  | 31–27 | Жов 2011 | Мадрид, Іспанія                          | Челленджер | Ґрунт     | Рубен Рамірес Ідальго       | Даніель Хімено-Травер Морґан Філліпс                  | 4–6, 7–6(10–8), [11–9]  |
| Перемога  | 32–27 | Гру 2013 | Іспанія F41, Puerto del Carmen           | Ф'ючерс    | Тверде    | Marcos Conde-Jackson        | Хуан-Самуель Араусо-Мартінес Хайме Пульгар-Гарсія     | 6–3, 6–3                |
| Перемога  | 33–27 | Кві 2019 | Мурсія, Іспанія                          | Челленджер | Ґрунт     | Маркус Даніелл              | Раміз Джунейд Андрій Василевський                     | 6–4, 6–4                |

## Досягнення в парному розряді
| W | Ф | ПФ | ЧФ | #Р | КТ | К# | DNQ | A | NH |

| Турніри Великого шлему                 |     |     |     |     |      |     |     |     |     |     |     |        |       |
| Відкритий чемпіонат Австралії з тенісу |     |     | 3р  | 2р  | ЧФ   | 2р  | ЧФ  | 1р  | 1р  | 2р  | 1р  | 0 / 9  | 11–9  |
| Відкритий чемпіонат Франції з тенісу   |     | 1р  | 2р  | 2р  | ЧФ   | 2р  | 2р  | 2р  | 3р  | 1р  |     | 0 / 9  | 10–9  |
| Вімблдонський турнір                   | К1р | 2р  | 2р  | 3р  | 2р   | 3р  | 1р  | 1р  |     | 1р  |     | 0 / 8  | 7–8   |
| Відкритий чемпіонат США з тенісу       |     | 2р  | ЧФ  | 1р  | 1р   | ЧФ  | 1р  | 3р  | 1р  | 1р  |     | 0 / 9  | 9–9   |
| В-П                                    | 0–0 | 2–3 | 7–4 | 4–4 | 7–4  | 7–4 | 4–4 | 3–4 | 2–3 | 1–4 | 0–1 | 0 / 35 | 37–35 |
| Завершальний чемпіонат сезону          |     |     |     |     |      |     |     |     |     |     |     |        |       |
| Фінал ATP                              |     |     |     |     | П    |     |     |     |     |     |     | 1 / 1  | 4–1   |
| Серія Мастерс ATP 1000                 |     |     |     |     |      |     |     |     |     |     |     |        |       |
| Індіан-Веллс                           |     |     | 1р  |     | 1р   | 2р  | 1р  | 1р  |     | 2р  |     | 0 / 6  | 2–6   |
| Відкритий чемпіонат Маямі з тенісу     |     |     | 2р  | ЧФ  | 2р   | ЧФ  | 1р  | 2р  |     |     |     | 0 / 6  | 7–6   |
| Монте-Карло                            |     |     |     | 2р  | ПФ   |     |     | 2р  |     |     |     | 0 / 3  | 5–3   |
| Мастерс Мадрид                         |     | 1р  |     | 2р  | ПФ   | ПФ  | 2р  |     | 1р  | 2р  | 1р  | 0 / 8  | 7–8   |
| Рим                                    |     |     | 1р  | 1р  | ЧФ   | ЧФ  | П   |     |     |     |     | 1 / 5  | 8–4   |
| Мастерс Канада                         |     |     |     |     |      | 1р  | 1р  |     |     |     |     | 0 / 2  | 0–2   |
| Мастерс Цинциннаті                     |     |     |     |     |      | 2р  | 1р  |     |     |     |     | 0 / 2  | 0–2   |
| Шанхай                                 |     | 2р  |     | 1р  | Ф    | 2р  | 1р  |     |     |     |     | 0 / 5  | 5–4   |
| Париж                                  |     | 2р  | 1р  |     | 2р   | 2р  | 1р  | 1р  |     |     |     | 0 / 6  | 2–6   |
| В-П                                    | 0–0 | 2–2 | 1–4 | 4–5 | 12–7 | 7–8 | 6–7 | 2–4 | 0–1 | 2–2 | 0–1 | 1 / 43 | 36–41 |
| Загальна статистика                    |     |     |     |     |      |     |     |     |     |     |     |        |       |
| Титули                                 | 0   | 2   | 0   | 4   | 4    | 0   | 1   | 2   | 0   | 1   | 0   | 14     | 14    |
| Фінали                                 | 0   | 2   | 4   | 6   | 5    | 3   | 3   | 4   | 2   | 1   | 0   | 30     | 30    |
| Рейтинг на кінець року                 | 102 | 40  | 40  | 23  | 5    | 28  | 30  | 41  | 77  | 64  | 255 |        |       |